# Handelsakademie Klagenfurt am Wörthersee
Die Handelsakademie 1 Klagenfurt ist eine berufsbildende höhere Schule im Stadtteil Völkermarkter Vorstadt in Klagenfurt am Wörthersee. Die HAK 1 International Klagenfurt gehört derzeit zu den größten Schulen Österreichs. Sie bietet Platz für ca. 1.700 Schüler. Die Schule bietet auch Unterricht auf Slowenisch an.
Die HAK 1 Klagenfurt ist eine von 27 COOL-Impulsschulen in Österreich. Außerdem beherbergt sie einen nicht-kommerziellen Radiosender (Schulradio).

## Geschichte
Die Gründung der Schule erfolgte am 1. Oktober 1895 in Form einer Communal-Handelsschule für Knaben in einem Gebäude am Völkermarkter Ring 14. Das Öffentlichkeitsrecht erlangte die Communal-Handelsschule am 15. März 1898 durch das k. k. Ministerium für Cultus und Unterricht.
Aufgrund der  Beschlagnahmung des Gebäudes durch das Militär musste die Schule im Jahr 1915 zum Teil in das damalige städtische „Valerie-Siechenhaus“ in der Kumpfgasse, dem heutigen Hauptgebäude der Schule übersiedeln. In den Jahren 1935 und 1936 erfolgte dann schließlich der komplette Umzug der Schule in das Gebäude in der Kumpfgasse.
Mit dem Schuljahr 1907/08 wurden in der Schule Klassen für Mädchen eingerichtet. Die Errichtung einer höheren Handelsschule erfolgte im Schuljahr 1918/19, wobei bereits im Jahr 1920 die höhere Handelsschule in Handelsakademie umbenannt wurde.
Mit dem Anschluss Österreichs an das Deutsche Reich im Jahr 1938 wurde aus der bisherigen Handelsakademie die deutsche Wirtschaftsoberschule. Ab dem Jahr 1945 wurde die Schulform wieder als Handelsakademie geführt.
Am 1. September 1964 übergab die Stadt Klagenfurt die Handelsakademie und die Handelsschule der Republik Österreich, die damit zum Schulträger wurde. Somit wurde die Handelsakademie in Klagenfurt zu einer Bundesschule.
Mit dem Schuljahr 1964/65 erfolgte eine Teilung der Schule in die BHAK und die BHAS für Knaben und die BHAK und die BHAS für Mädchen. Mit Beginn des Schuljahres 1973/74 wurde der koedukative Unterricht eingeführt, gleichzeitig wurde die Mädchenschule in Bundeshandelsakademie und Bundeshandelsschule I und die der Knaben in Bundeshandelsakademie und Bundeshandelsschule II umbenannt.
In den Jahren von 1982 bis 1985 wurde ein Neubau der HAK II errichtet und in den Jahren von 1989 bis 1992 das unter Denkmalschutz stehende Gebäude der HAK I saniert.
Ab dem Schuljahr 2009/10 wurde mit der sukzessiven Zusammenlegung beider Schulen begonnen, die im Schuljahr 2013/14 schließlich abgeschlossen wurde. Seitdem gibt es nur noch die Bundeshandelsakademie und Bundeshandelsschule 1 International Klagenfurt, eine von nunmehr zwei Handelsakademien in der Stadt Klagenfurt.

## Ausbildungsangebot
Die HAK 1 International bietet neben der Handelsschule verschiedene Schwerpunktbereiche der Handelsakademie an:
Handelsakademie
- HAK 4.0: Der Unterricht findet verstärkt mit Hilfe von Computern und mit Hilfe von digitalen Medien statt.[6]
- Business-HAK: Unterricht mit Fokussierung auf die Englische Sprache.[7]
- Europa-HAK: Unterricht mit Fokussierung auf die Englische und die Italienische Sprache.[8]

Aufbaulehrgang

Schüler, die die Handelsschule abgeschlossen haben, können den Aufbaulehrgang besuchen, um diese mit der Matura abzuschließen.